# Oenanthe warriae
Oenanthe warriae és una espècie d'ocell de la família dels muscicàpids (Muscicapidae) que es troba a Jordània i Síria. Oenanthe warriae i Oenanthe halophila es consideraven anteriorment subespècies del còlit de Núbia, però el Congrés Ornitològic Internacionalva les va passar a considerar com a espècies diferents el 2021.

## Taxonomia
Segons la llista mundial d'ocells del Congrés Ornitològic Internacional (versió 12.1, gener 2022) aquest tàxon té la categoria d'espècie. Tanmateix, altres obres taxonòmiques, com el Handook of the Birds of the World i la quarta versió de la BirdLife International Checklist of the birds of the world (Desembre 2019), el consideren encara una subespècie del còlit de Núbia (Oenanthe lugens warriae).